# Kornspitz

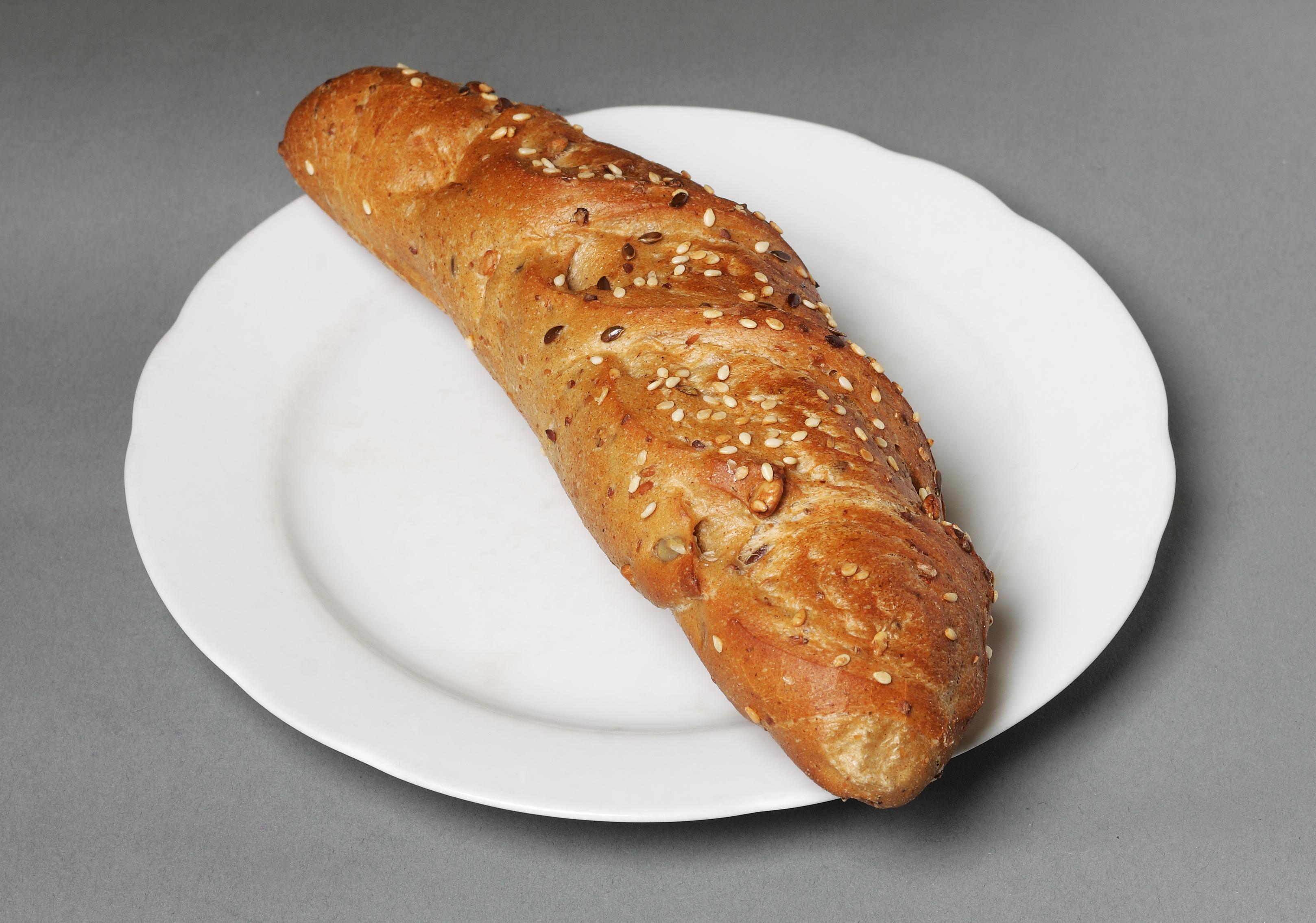
Kornspitz auf Dessertteller

Kornspitz war bis zum OGH-Urteil 2015 eine eingetragene Marke des österreichischen Unternehmens Backaldrin für ein aus einer bestimmten Backmischung hergestelltes Weizenkleingebäck. Die Backmischung besteht aus Weizenmehl und -schrot, Roggenschrot, Weizenkleie, Sojaschrot, Weizen-Malzschrot, Roggenmehl, Hefe, Salz, Backmittel und Gewürzen, darunter Kümmel. Durch Schrot und Kleie hat der Teig einen Ballaststoffanteil von über 7 %; die etwa 70 Gramm schweren, spindelförmigen Kornspitze sind jedoch kein Vollkorngebäck. Für Backmischungen und Teiglinge gilt die Marke „Kornspitz“ auch weiterhin.
Die Rezeptur des Kornspitz wurde 1984 entwickelt. Laut Herstellerangaben ist Kornspitz heute das erfolgreichste Markengebäck Europas und wird in 68 Ländern rund 4,5 Millionen Mal pro Tag verspeist. Die Kornspitz-Backmischung wird nicht an Endkunden verkauft, sondern nur von Bäckereien verarbeitet.

## Rechtsstreit

Logo

Im Herbst 2011 entschied das Österreichische Patentamt, dass es sich bei der Bezeichnung Kornspitz um eine Gattungsbezeichnung handle und der markenrechtliche Schutz daher in Zukunft nicht mehr möglich sei. Gegen den nicht rechtskräftigen Bescheid des Patentamtes wurde von backaldrin The Kornspitz Company Berufung beim Obersten Patent- und Markensenat eingelegt, der den Fall an den Europäischen Gerichtshof weiterleitete. Der EuGH stellte in einem Urteil (Rechtssache C‑409/12) vom 6. März 2014 fest, dass ein Markenname verfallen kann, wenn sich die Konsumenten nicht mehr bewusst sind, dass es sich um eine Marke handelt, und der Begriff in die Alltagssprache übergegangen ist, verwies jedoch das Verfahren zurück an die österreichischen Gerichte.
Im Jänner 2015 entschied das Oberlandesgericht Wien, dass es sich beim Kornspitz nicht mehr um einen Markennamen handelt, sondern um einen Gattungsbegriff, der von Konsumenten verwendet wird, um eine Sorte von Gebäck zu bezeichnen. Backaldrin kündigte an, Rechtsmittel beim Obersten Gerichtshof einzulegen.
Anfang September entschied der OGH endgültig: Kornspitz ist zu einem Gattungsbegriff für Gebäck geworden und gilt damit markenrechtlich nicht mehr für Backware, sondern nur mehr für die Backmischung und Teiglinge. Zwar sind diese die Haupteinnahmequelle des Unternehmens backaldrin, dennoch bezeichnet es das Urteil als „unangenehm“.